# Cuby + Blizzards
Cuby + Blizzards (vaak uitgesproken als Cuby and the Blizzards) was een Nederlandse bluesband, afkomstig uit het Drentse Grolloo (toen Grollo geheten).
De oorspronkelijke band werd geformeerd door Harry Muskee en bestond verder uit Eelco Gelling, Nico Schröder en Hans Kinds.

## Bezetting
In de grootste succesjaren bestond de band uit:
- Harry Muskee – zang
- Eelco Gelling – gitaar
- Herman Deinum – bas
- Herman Brood – piano
- Hans la Faille – drums

De oorspronkelijke bezetting was:
- Harry Muskee – zang
- Eelco Gelling – gitaar
- Willy Middel – bas
- Hans Kinds – slaggitaar
- Dick Beekman – drums

Diverse anderen speelden in de loop der jaren in de band, onder wie pianist Henk Hilbrandie, Helmig van der Vegt, bassist Lou Leeuw, bassist Jaap van Eik en slagwerker Hans Waterman.
In de laatste jaren (1996–2011) was de bezetting:

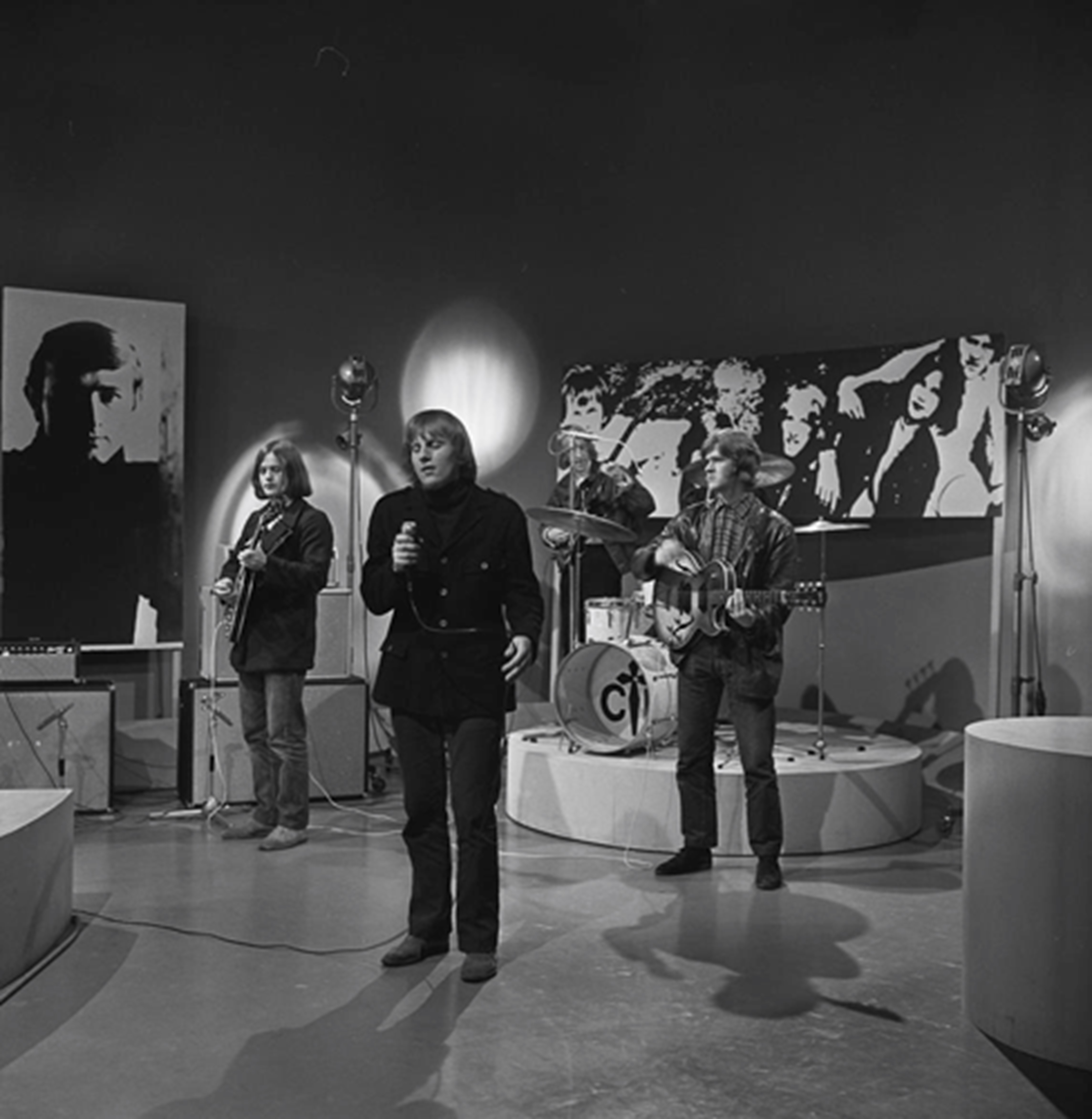
Cuby + Blizzards in Fanclub (1966)

- Harry Muskee – zang
- Erwin Java – gitaar
- Herman Deinum – bas
- Helmig van der Vegt – piano
- Hans la Faille – drums

## Ontstaan en eerste successen
De groep ontstond uit The Rocking Strings met Eelco Gelling (gitaar), Nico Schröder (basgitaar, vervangen door bassist Willy Middel, ex-Sinister Silhouettes), Hans Kinds (slaggitaar) en Wim Kinds (drums). Zanger Harry Muskee was voormalig contrabassist van The Old Fashioned Jazz Group. De groep trad in de jaren rond 1964 regelmatig op in de voormalige fabriekshal "'t Krotje" in Groningen, waar de concurrentiestrijd werd aangegaan met de lokale band "Little John and the Rocking Tigers". Toen de eerste single, Stumble and fall, voor platenmaatschappij CNR werd opgenomen, was Dick Beekman drummer. De drummer vertrok in 1966 naar de beatgroep Ro-d-Ys, maar zou in 1968 voor een jaar terugkeren in de band. Zijn vervanger was Hans Waterman uit Groningen. De groep repeteerde in die tijd in een deel van het boerderijtje dat Muskee in Grolloo had gehuurd. In de formatie Muskee, Gelling, Middel, Waterman en Hans Kinds werd een aantal singles opgenomen voor het Philips-label van Phonogram Records, waarvan Back Home (A Man) de lagere regionen van de Top 40 haalde.
Voor de opname van de eerste elpee, Desolation, werd de groep uitgebreid met Henk Hilbrandie (piano), die daarvoor ook al een jaar met de groep rondtoerde. Harry Muskee en Henk kenden elkaar al uit The Old Fashioned Jazzgroup, waarvan ze beiden deel uitmaakten. Deze elpee werd in 1968 bekroond met een Edison. In 1967 moest Hans Kinds in militaire dienst en werd hij vervangen door pianist Herman Brood uit The Moans. Met Brood in de band werd de elpee Groeten uit Grollo opgenomen, waarvan Another day another road een redelijke hit werd. Het album bevatte ook de klassieker Somebody will know someday, geïnspireerd op Muskees verbroken relatie met Miep Huisman.

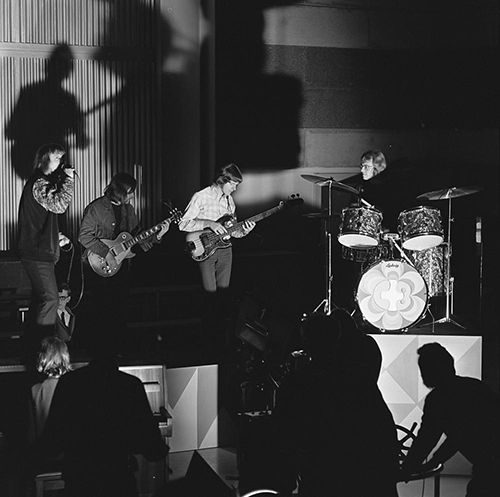
Cuby + Blizzards (Fenklup, 1968)

De band maakte in 1967 en 1968 tournees met Van Morrison, Eddie Boyd, John Mayall & The Bluesbreakers en Alexis Korner. Bekende nummers van de band waren Another day another road, Distant smile, Window of my eyes en Appleknockers Flophouse, gezongen met een zeer slechte Engelse uitspraak.

## Breuken en voorlopig einde
Na de opnamen voor de hit Distant Smile eind 1967 viel de band voor de eerste keer uiteen doordat Herman Brood gevangenisstraf moest ondergaan wegens het bezit van narcotica, en er meningsverschillen waren ontstaan tussen Muskee en Gelling over de toekomst van de band. Muskee wilde verder met Willy Middel en Dick Beekman; Gelling koos voor Waterman en bassist Jaap van Eik. Platenmaatschappij Phonogram wist de breuk echter te lijmen en de nieuwe bezetting van Cuby + Blizzards bestond uit Muskee, Gelling, Beekman, Brood en Van Eik. Na ongeveer een jaar werden Beekman en Van Eik weer uit de band gezet en vervangen door Herman Deinum en Hans la Faille uit Blues Dimension. Enkele maanden later werd Brood vanwege aanhoudend drugsgebruik definitief uit de band gezet en vervangen door Helmig van der Vegt (ook al uit Blues Dimension). De bezetting Muskee, Gelling, Deinum, La Faille en Van der Vegt bleef vanaf medio 1969 drie jaar bestaan.
Na enkele incidenten die de band weinig goed deden, was de fut eruit. De 'Zwolse' leden stapten uit de band en in 1972 was het gedaan met de band. In 1974 organiseerde Nederpopzien nog een afscheidsconcert. Van de opnamen werd ook een lp uitgebracht. Joost den Draaijer zette met Muskee en Gelling de band Red White 'n Blue op die in 1975 een album uitbracht, maar dat werd geen commercieel succes. De naam werd weer gewijzigd in Cuby + Blizzards. Nadat Herman Brood zich weer bij de groep had aangesloten, kreeg deze weer wat roem. Maar na een korte tijd verlieten Brood en anderen de groep. Na het vertrek in 1977 van Eelco Gelling naar Golden Earring ging Harry Muskee verder onder de namen Harry Muskee Band, daarna The Muskee Gang en weer later Muskee.

## Doorstart

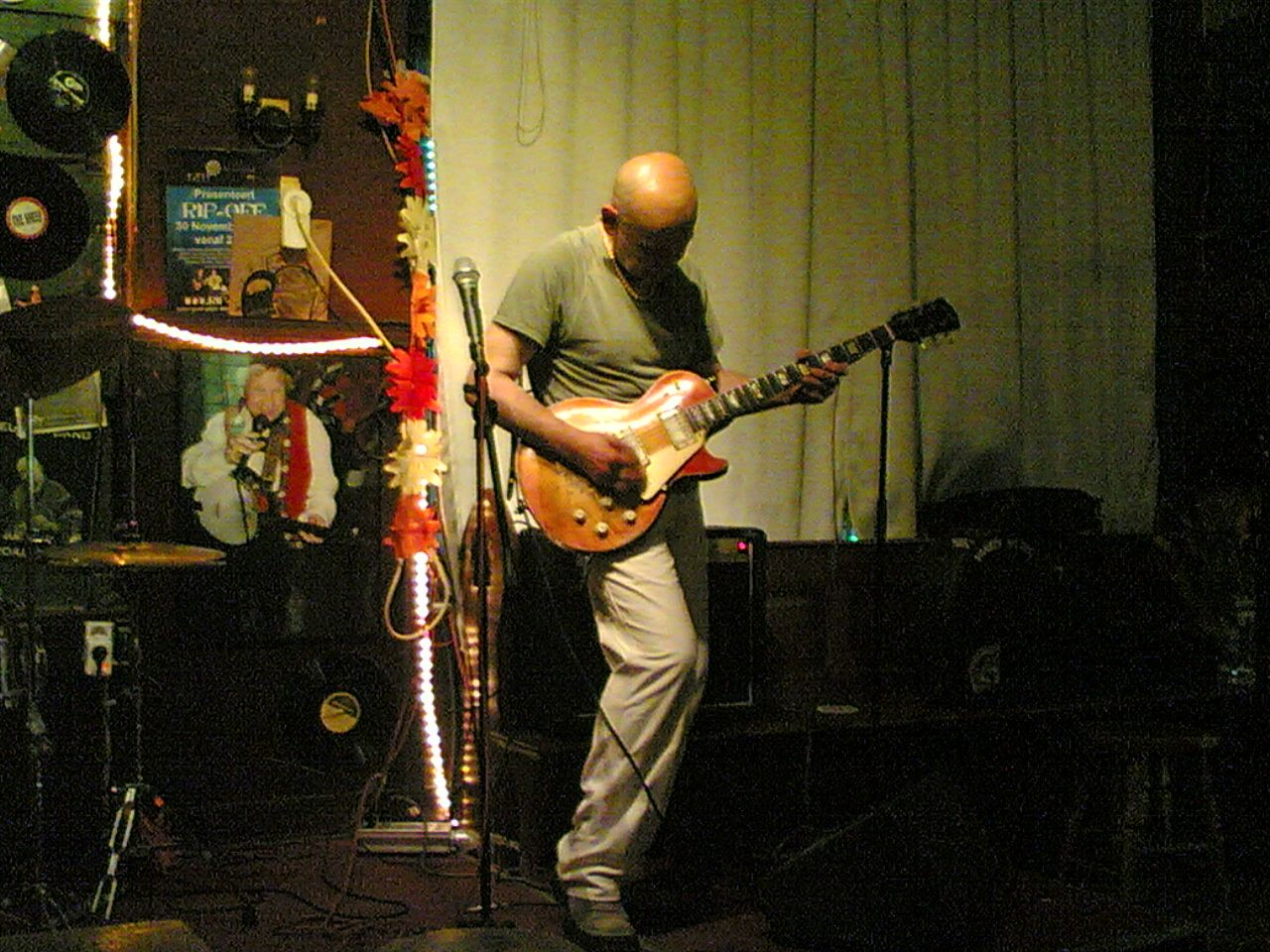
Eelco Gelling tijdens de laatste openingsnacht van Café de Beukelsbrug te Rotterdam op 27 juni 2009

Midden jaren negentig werd de oude bandnaam weer opgepakt met oudgedienden Herman Deinum, Helmig van der Vegt en Hans la Faille, terwijl Erwin Java sologitarist bleef ten faveure van Eelco Gelling. Oud-voetballer Johan Derksen was van 1995 tot 1998 manager van de bluesband. Derksen en Muskee kenden elkaar vanaf de jaren zestig.
In 2004 maakten Cuby + Blizzards een theatertournee met een ode aan blueszanger John Lee Hooker. In 2006 verscheen een box met dvd, cd, documentaire fotoboek over de bluesband, samengesteld door voormalig VARA-presentator Jan Douwe Kroeske. De biografie van Harry Muskee door schrijver Jeroen Wielaert werd dat jaar uitgeroepen tot beste popboek van Nederland en Vlaanderen.
In 2009 kwam, na elf jaar, weer een cd van de band uit. Tot verbazing van iedereen, Harry Muskee op de eerste plaats, kwam de door Daniël Lohues geproduceerde cd Cats Lost binnen op nummer 14 van de Album Top 100 en bereikte deze begin september de gouden status.

## Einde
Op 26 september 2011 overleed Harry Muskee aan de gevolgen van leverkanker waarmee Cuby + Blizzards definitief historie werden.
In maart 2012 bracht Hans la Faille zijn biografie Showbizz blues uit met vele verhalen over Cuby + Blizzards. Tevens presenteerde hij zijn nieuwe band, Hans la Faille's Showbizz Bluesband. Erwin Java richtte rond die tijd de groep King of the World op, genoemd naar een van de tracks van het album Groeten uit Grollo.
Toetsenist Henk Hilbrandie overleed in februari 2024 en werd 79 jaar oud.

## Museum
In juni 2011 werd in Grolloo het C+B Museum museum geopend. In het museum zijn permanente exposities te zien over Cuby + Blizzards en Harry Muskee, en worden er wisselende exposities getoond.

## Discografie

### Albums
| Album met eventuele hitnotering(en) in de Nederlandse Album Top 100 | Datum van verschijnen | Datum van binnenkomst | Hoogste positie | Aantal weken | Opmerkingen                     |
| ------------------------------------------------------------------- | --------------------- | --------------------- | --------------- | ------------ | ------------------------------- |
| Desolation                                                          | 1966                  | -                     |                 |              | Edison 1967                     |
| Praise the Blues (met Eddie Boyd)                                   | 1967                  | -                     |                 |              |                                 |
| Groeten uit Grollo                                                  | 1967                  | -                     |                 |              | Goud                            |
| Trippin' thru' a Midnight Blues                                     | 1968                  | -                     |                 |              |                                 |
| Live                                                                | 1968                  | -                     |                 |              |                                 |
| Cuby's Blues                                                        | 1969                  | 06-09-1969            | 10              | 5            | Verzamelalbum (2lp)             |
| Appleknockers Flophouse                                             | 1969                  | 06-12-1969            | 8               | 2            |                                 |
| Too Blind to See                                                    | 1970                  | 08-08-1970            | 9               | 2            |                                 |
| King of the World                                                   | 1971                  | -                     |                 |              |                                 |
| Simple Man                                                          | 1971                  | -                     |                 |              |                                 |
| Sometimes                                                           | 1972                  | -                     |                 |              |                                 |
| Ballads                                                             | 1973                  | -                     |                 |              | Harry Muskee & Eelco Gelling    |
| Afscheidsconcert Live                                               | 1974                  | -                     |                 |              |                                 |
| Red, White 'n Blue                                                  | 1975                  | -                     |                 |              |                                 |
| Kid Blue                                                            | 1976                  | -                     |                 |              |                                 |
| Old Times - Good Times                                              | 1977                  | -                     |                 |              |                                 |
| Forgotten Tapes                                                     | 1979                  | -                     |                 |              |                                 |
| C+B featuring Herman Brood Live                                     | 1979                  | -                     |                 |              |                                 |
| Travelling with the Blues Live                                      | 1997                  | 12-04-1997            | 91              | 5            |                                 |
| Dancing Bear                                                        | 1998                  | -                     |                 |              |                                 |
| Hotel Grolloo                                                       | 2000                  | 20-05-2000            | 54              | 4            |                                 |
| C + B Live in het Oude Luxor                                        | 2005                  | -                     |                 |              |                                 |
| Cats Lost                                                           | 2009                  | 09-05-2009            | 12              | 16           | Goud                            |
| Collected                                                           | 2010                  | 06-02-2010            | 18              | 14           | Verzamelalbum                   |
| Groeten uit Grollo - Deluxe edition                                 | 17-06-2011            | 18-06-2011            | 34              | 15           |                                 |
| Alles uit Grolloo                                                   | 18-03-2016            | 26-03-2016            | 9               | 5            | Verzamelalbum                   |
| The First Five                                                      | 15-11-2016            | -                     |                 |              | Verzamelalbum                   |
| Live At Bellevue Assen                                              | 21-05-2021            | -                     |                 |              | uitsluitend op vinyl verschenen |
| Grolloo Blues                                                       | 26-09-2021            | 02-10-2021            | 15              | 2            | Dubbelalbum                     |

| Album met hitnotering(en) in de Vlaamse Ultratop 200 albums | Datum van verschijnen | Datum van binnenkomst | Hoogste positie | Aantal weken | Opmerkingen   |
| ----------------------------------------------------------- | --------------------- | --------------------- | --------------- | ------------ | ------------- |
| Alles uit Grolloo                                           | 18-03-2016            | 14-05-2016            | 136             | 1            | Verzamelalbum |

### Singles
| Single met eventuele hitnotering(en) in de Nederlandse Top 40 | Datum van verschijnen | Datum van binnenkomst | Hoogste positie | Aantal weken | Opmerkingen                                                         |
| ------------------------------------------------------------- | --------------------- | --------------------- | --------------- | ------------ | ------------------------------------------------------------------- |
| Stumble and Fall                                              | 1965                  | -                     | -               | -            | De debuutsingle van Cuby + Blizzards, uitgebracht op het CNR label. |
| Back Home (A Man)                                             | 1966                  | 17-09-1966            | 33              | 4            |                                                                     |
| Just for Fun                                                  | 1967                  | 18-03-1967            | 34              | 4            |                                                                     |
| Another Day, Another Road                                     | 1967                  | 15-07-1967            | 20              | 7            | Nr. 14 in de Parool Top 20                                          |
| Distant Smile                                                 | 1967                  | 16-12-1967            | 20              | 6            |                                                                     |
| Sunshine of Your Shadow                                       | 1967                  | 09-03-1968            | tip9            | -            |                                                                     |
| Window of My Eyes                                             | 1968                  | 28-09-1968            | 10              | 10           | Nr. 10 in de Parool Top 20                                          |
| Nostalgic Toilet                                              | 1968                  | 28-12-1968            | 37              | 2            |                                                                     |
| Appleknockers Flophouse                                       | 1969                  | 15-11-1969            | 12              | 9            | Nr. 15 in de Hilversum 3 Top 30                                     |
| Thursday Night                                                | 1970                  | 23-05-1970            | 27              | 4            | Nr. 25 in de Hilversum 3 Top 30                                     |
| Back Street                                                   | 1971                  | 08-05-1971            | 34              | 2            |                                                                     |
| Pawnbroker                                                    | 1972                  | 08-01-1972            | tip16           | -            |                                                                     |

### NPO Radio 2 Top 2000
| Nummers met noteringen in de NPO Radio 2 Top 2000 | '99 | '00 | '01 | '02  | '03  | '04  | '05  | '06  | '07  | '08  | '09  | '10  | '11  | '12  | '13  | '14 | '15  | '16  | '17  | '18  | '19  | '20  | '21  | '22  | '23  | '24  |
| ------------------------------------------------- | --- | --- | --- | ---- | ---- | ---- | ---- | ---- | ---- | ---- | ---- | ---- | ---- | ---- | ---- | --- | ---- | ---- | ---- | ---- | ---- | ---- | ---- | ---- | ---- | ---- |
| Another Day, Another Road                         | -   | -   | -   | -    | -    | -    | 1693 | 1028 | 895  | 1529 | 1559 | 1618 | 1036 | 1728 | 1871 | -   | -    | -    | -    | -    | -    | -    | -    | -    | -    | -    |
| Appleknockers Flophouse                           | -   | 311 | -   | 314  | 411  | 390  | 419  | 430  | 425  | 420  | 465  | 457  | 288  | 554  | 678  | 833 | 1113 | 1232 | 1142 | 1580 | 1438 | 1509 | 1383 | 1563 | 1424 | 1567 |
| Back Home (A Man)                                 | -   | 780 | -   | 1153 | 1174 | 1007 | 1518 | 1393 | 1132 | 1243 | -    | -    | 1556 | -    | -    | -   | -    | -    | -    | -    | -    | -    | -    | -    | -    | -    |
| Somebody Will Know Someday                        | -   | -   | -   | -    | -    | -    | 836  | 494  | 294  | 694  | 612  | 648  | 306  | 638  | 604  | 757 | 987  | 1062 | 1219 | 1366 | 1292 | 1316 | 1287 | 1533 | 1296 | 1522 |
| Window of My Eyes                                 | 230 | 91  | 45  | 84   | 84   | 84   | 89   | 88   | 69   | 76   | 87   | 81   | 38   | 106  | 142  | 136 | 194  | 259  | 248  | 363  | 338  | 360  | 364  | 420  | 341  | 420  |

1. ↑  Een '-' betekent dat het nummer niet was genoteerd en een vetgedrukt getal geeft de hoogste notering van een nummer aan.

### Dvd's
| Dvd's met hitnoteringen in de DVD Top 30                | Datum van verschijnen' | Datum van binnenkomst | Hoogste positie | Aantal weken | Opmerkingen |
| ------------------------------------------------------- | ---------------------- | --------------------- | --------------- | ------------ | ----------- |
| The jubilee concert 2000 - Live at Paradiso - Amsterdam | 2003                   | 15-02-2003            | 18              | 2            |             |
| 40 jaar de blues                                        | 2006                   | 06-05-2006            | 8               | 4            |             |